# Patrick Knops
Patrick Knops (Eupen, 6 februari 1977) is een Belgisch politicus van de CSP.

## Levensloop
Knops studeerde geschiedenis en politieke wetenschappen aan de Rheinisch-Westfälische Technische Hochschule in Aken en studeerde als leerkracht lager onderwijs af aan de Pedagogische Hogeschool van Eupen. Beroepshalve werd hij journalist, moderator en redacteur bij de Belgischer Rundfunk, waarna hij in Eupen leerkracht lager onderwijs werd. Ook werd hij redacteur en moderator bij Radio Contact, redacteur en presentator bij Radio Sunshine en reporter bij de krant Grenz-Echo.
In 2013 trad hij toe tot de CSP, waarna Knops van 2014 tot 2017 raadgevend lid was van de Mediaraad van de Duitstalige Gemeenschap. In april 2018 volgde hij Mirko Braem op als lid van het Parlement van de Duitstalige Gemeenschap, wat hij bleef tot in mei 2019. Hij werd toen niet herkozen.